# J. James Kinley
John James Kinley, 13 septembre 1925 - 1er mai 2012, est une personnalité politique canadienne. Il fut Lieutenant-gouverneur de la province de Nouvelle-Écosse de 1994 à 2000.